# Амбартафа
Амбартафа (груз. ამბართაფა, азерб. Ambartəpə) — село в подчинении сельской административно-территориальной единицы Калинино, Гардабанского муниципалитета, края Квемо-Картли Грузии с 81%-ным азербайджанским населением. Находится в юго-восточной части Грузии, на территории исторической области Борчалы.

## История
Село является бывшей немецкой колонией, и в разные годы называлась Траунбенстал и Роза. После депортации немцев, в 1943 году сюда переселились азербайджанцы из близлежащего села Такла и название села было переименовано на Амбартапа. В исторических документах XIX века село упоминается под названием Амбартапа или Амбартайфа.

## География
Село расположено на Гараязинской равнине, около шоссейной дороги Тбилиси — Гардабани, в 4 км от районного центра Гардабани, на высоте 305 метра над уровнем моря.

## Население
По данным Государственного статистического комитета Грузии, согласно официальной переписи 2002 года, численность населения села Амбартафа составляет 131 человек, из которых 81 % составляют азербайджанцы и 13 % грузины.
Согласно переписи населения 2014 года численность населения села Амбартафа составила 700 человек.

## Экономика
Население в основном занимается овцеводством, скотоводством и овощеводством. В селе функционирует маркет.

## Достопримечательности
- Средняя школа